# Boris Babic
Boris Babic (Walenstadt, Sankt Gallen kanton, 1997. november 10. –) svájci korosztályos válogatott labdarúgó, a Lugano középpályása.

## Pályafutása

### Klubcsapatokban
Babic a svájci Walenstadt községben született. Az ifjúsági pályafutását a Walenstadt, a Sargans és a Grabs csapatában kezdte, majd a St. Gallen akadémiájánál folytatta.
2016-ban mutatkozott be a St. Gallen első osztályban szereplő felnőtt csapatában. 2015 és 2018 között a másodosztályú Biel-Biennénél és Vaduznál is szerepelt kölcsönben. A St. Gallennél először a 2016. december 10-ei, Basel ellen 1–0-ra elvesztett mérkőzés 70. percében, Alain Wiss cseréjeként lépett pályára. Első gólját 2019. augusztus 25-én, a Lugano ellen 3–2-re megnyert találkozón szerezte meg.
2022. július 5-én hároméves szerződést kötött a Lugano együttesével. 2022. július 17-én, a Sion ellen 3–2-re elvesztett bajnokin debütált. 2022. augusztus 14-én, a Basel ellen idegenben 2–0-ra megnyert mérkőzésen megszerezte első gólját a klub színeiben.

### A válogatottban
Babic az U15-östől az U19-esig minden korosztályú válogatottban képviselte Svájcot.

## Statisztika
2022. október 2. szerint.
| Klub                     | Szezon   | Bajnokság              | Bajnokság | Bajnokság | Kupa  | Kupa  | Nemzetközi | Nemzetközi | Összesen | Összesen |
| Klub                     | Szezon   | Bajnokság              | Mérk.     | Gólok     | Mérk. | Gólok | Mérk.      | Gólok      | Mérk.    | Gólok    |
| ------------------------ | -------- | ---------------------- | --------- | --------- | ----- | ----- | ---------- | ---------- | -------- | -------- |
| Biel-Bienne (kölcsönben) | 2015–16  | Swiss Challenge League | 2         | 0         | 0     | 0     | —          | —          | 2        | 0        |
| St. Gallen               | 2016–17  | Swiss Super League     | 5         | 0         | 0     | 0     | —          | —          | 5        | 0        |
| St. Gallen               | 2017–18  | Swiss Super League     | 7         | 0         | 3     | 1     | —          | —          | 10       | 1        |
| St. Gallen               | 2019–20  | Swiss Super League     | 19        | 7         | 0     | 0     | —          | —          | 19       | 7        |
| St. Gallen               | 2020–21  | Swiss Super League     | 29        | 1         | 2     | 0     | —          | —          | 31       | 1        |
| St. Gallen               | 2021–22  | Swiss Super League     | 8         | 1         | 0     | 0     | —          | —          | 8        | 1        |
| St. Gallen               | Összesen | Összesen               | 68        | 9         | 5     | 1     | 0          | 0          | 73       | 10       |
| Vaduz (kölcsönben)       | 2017–18  | Swiss Challenge League | 9         | 0         | 0     | 0     | —          | —          | 9        | 0        |
| Vaduz (kölcsönben)       | 2018–19  | Swiss Challenge League | 17        | 0         | 0     | 0     | 3          | 0          | 20       | 0        |
| Vaduz (kölcsönben)       | Összesen | Összesen               | 26        | 0         | 0     | 0     | 3          | 0          | 29       | 0        |
| Lugano                   | 2022–23  | Swiss Super League     | 6         | 2         | 1     | 1     | 2          | 0          | 9        | 3        |
| Összesen                 | Összesen | Összesen               | 102       | 11        | 6     | 2     | 5          | 0          | 113      | 13       |

## Sikerei, díjai
St. Gallen
- Swiss Super League
  - Ezüstérmes (1): 2019–20
- Svájci Kupa
  - Döntős (2): 2020–21, 2021–22

Lugano
- Svájci Kupa
  - Döntős (1): 2022–23

## Fordítás
Ez a szócikk részben vagy egészben  a   Boris Babic című angol Wikipédia-szócikk fordításán alapul.  Az eredeti cikk szerkesztőit annak laptörténete sorolja fel. Ez a jelzés csupán a megfogalmazás eredetét és a szerzői jogokat jelzi, nem szolgál a cikkben szereplő információk forrásmegjelöléseként.